# Шукшан
Шукша́н (рос. Шукшан, марій. Шӱкшан) — присілок у складі Новотор'яльського району Марій Ел, Росія. Входить до складу Пектубаєвського сільського поселення.

## Населення
Населення — 28 осіб (2010; 36 у 2002).
Національний склад (станом на 2002 рік):
- марійці — 53 %
- росіяни — 47 %